# The Least You Can Do
The Least You Can Do is een nummer van de Britse muzikant Phil Collins uit 2003. Het is de derde single van zijn zevende soloalbum Testify.
Het nummer verscheen samen met het nummer Wake Up Call als dubbele A-kant. "The Least You Can Do" is een ballad die gaat over een man die, na een scheiding, hoopt dat zijn vrouw weer bij hem terugkomt en excuses aanbiedt voor haar fouten. Het nummer bereikte geen hitlijsten in het Verenigd Koninkrijk, maar werd wel een klein hitje in het Nederlandse taalgebied. In Nederland bereikte het de 9e positie in de Tipparade, en in Vlaanderen de 12e positie in de Tipparade.